# Torrazzo
Torrazzo é uma comuna italiana da região do Piemonte, província de Biella, com cerca de 188 habitantes. Estende-se por uma área de 5 km², tendo uma densidade populacional de 38 hab/km². Faz fronteira com Bollengo (TO), Burolo (TO), Chiaverano (TO), Magnano, Sala Biellese, Zubiena.

## Demografia
| Variação demográfica do município entre 1861 e 2011                               |
|                                                                                   |
| Fonte: Istituto Nazionale di Statistica (ISTAT) - Elaboração gráfica da Wikipedia |